# Col de Rombière
Le col de Rombière est un col pédestre situé à 1 552 mètres d'altitude dans les monts du Cantal, dans le département du même nom, en Auvergne-Rhône-Alpes.

## Géographie
Il est situé entre le puy Bataillouse et le puy Griou, et permet de basculer de la vallée de l'Alagnon (commune de Laveissière) à la vallée de la Jordanne (commune de Mandailles-Saint-Julien).

## Activités

### Randonnée
Le col est un important lieu de passage de randonneurs l'été puisqu'il se trouve sur la Via Celtica (voie romaine fréquentée jusqu'à la percée du tunnel du Lioran), sur la Via Arvernha (chemin de Saint-Jacques-de-Compostelle), sur le GR4 (reliant Royan à Grasse) et sur le GR 400 (Tour des Monts du Cantal).

### Sports d'hiver
Le site est fréquenté en hiver par les adeptes de sports d'hiver, acheminé par le télésiège du même nom, en provenance de la station du Lioran.